# Mitsuoka Jidōsha

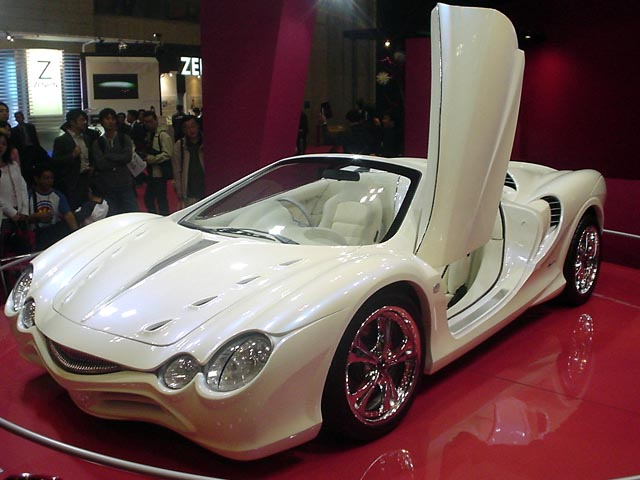
Mitsuoka Orochi, 2006–2014

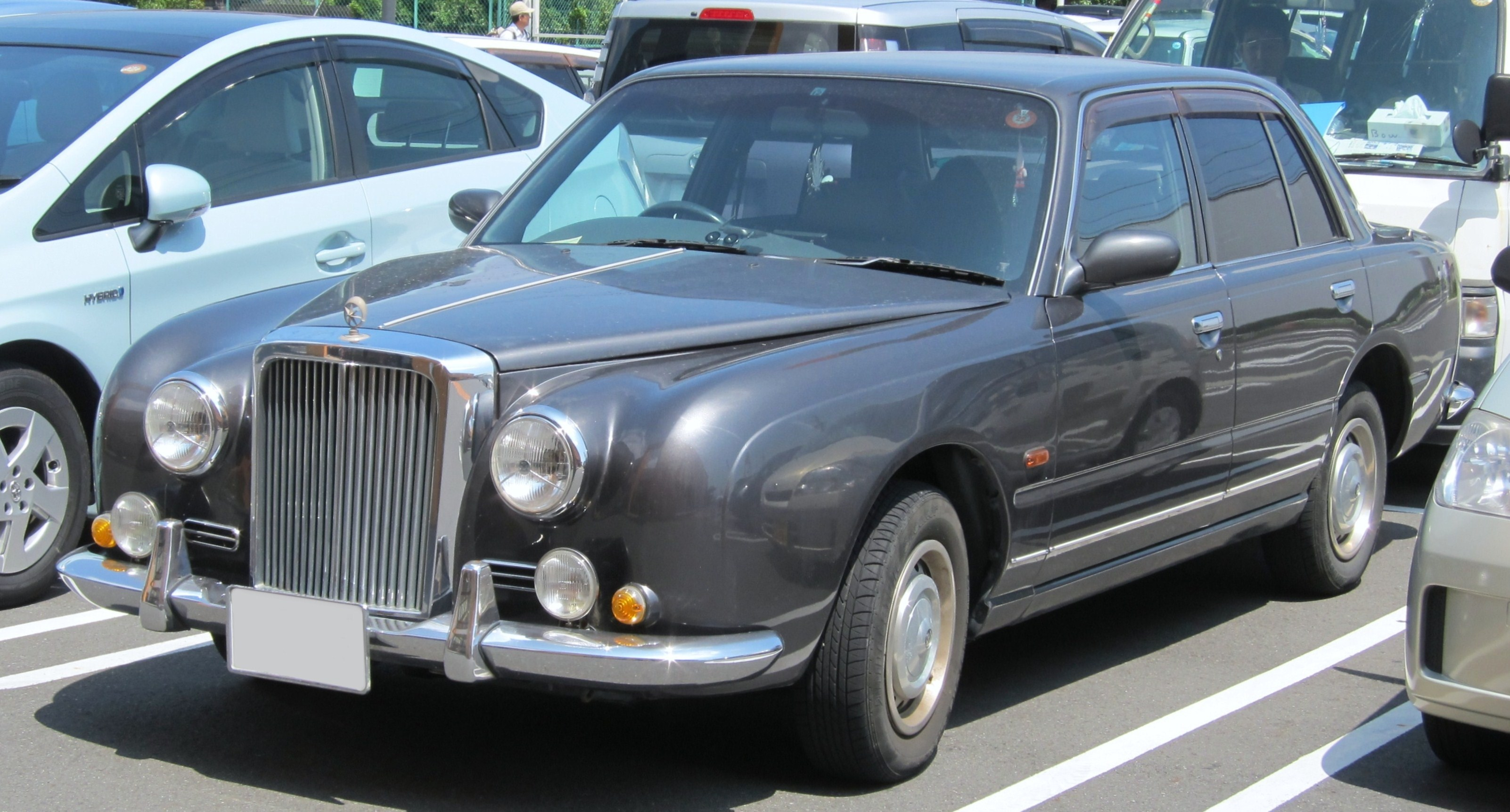
Mitsuoka Galue-I

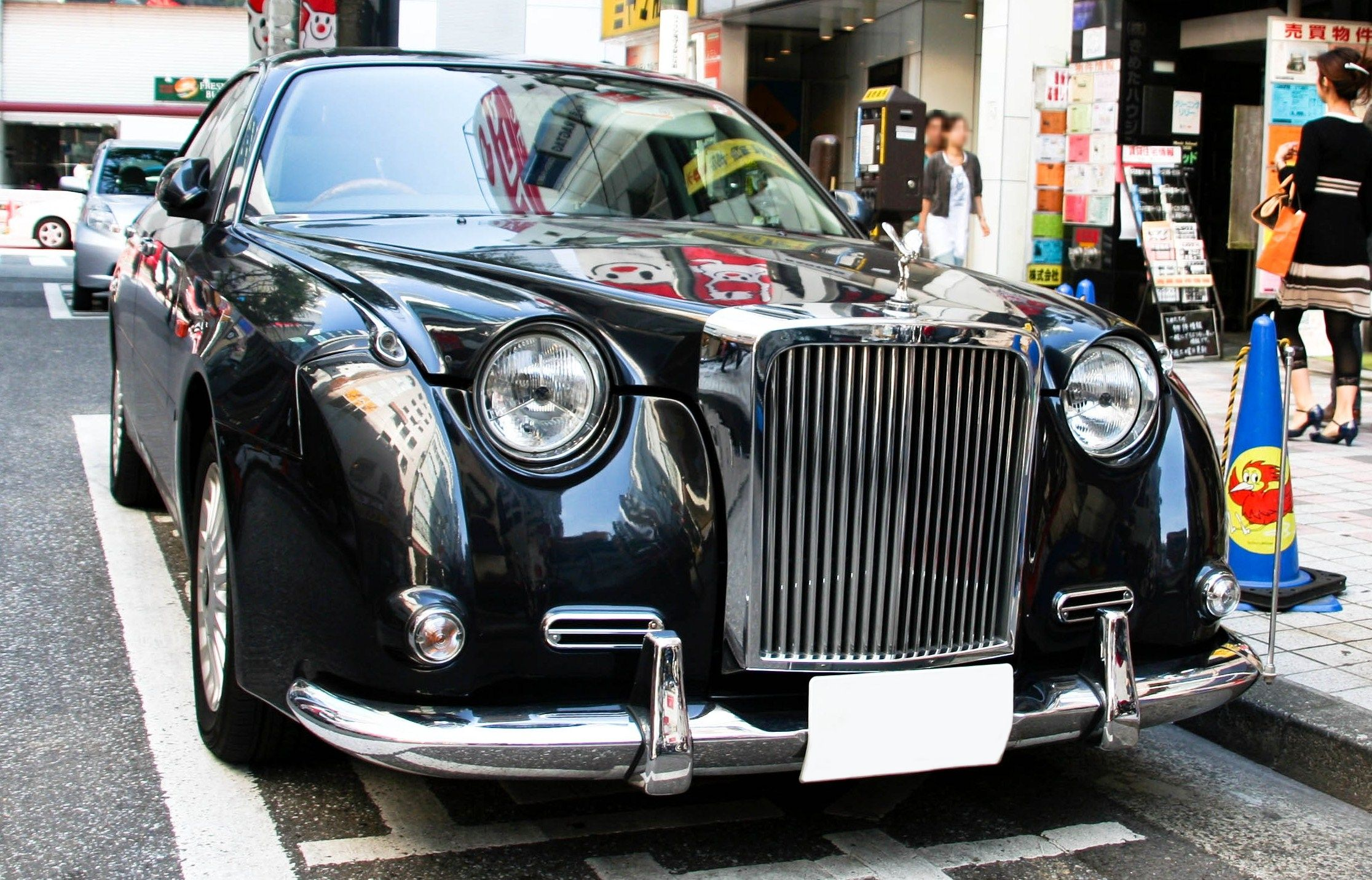
Mitsuoka Galue-II

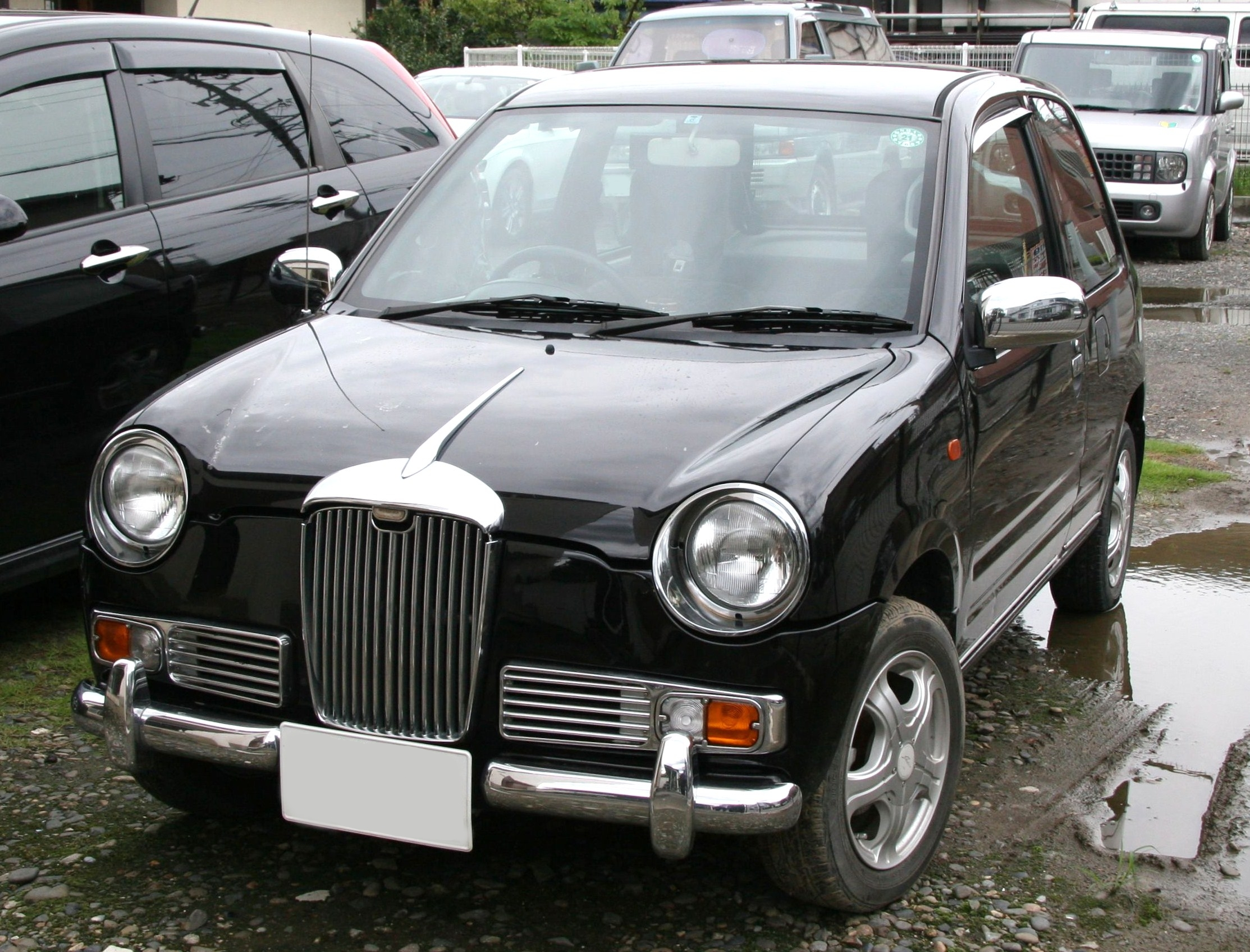
Mitsuoka Ray, erste Generation

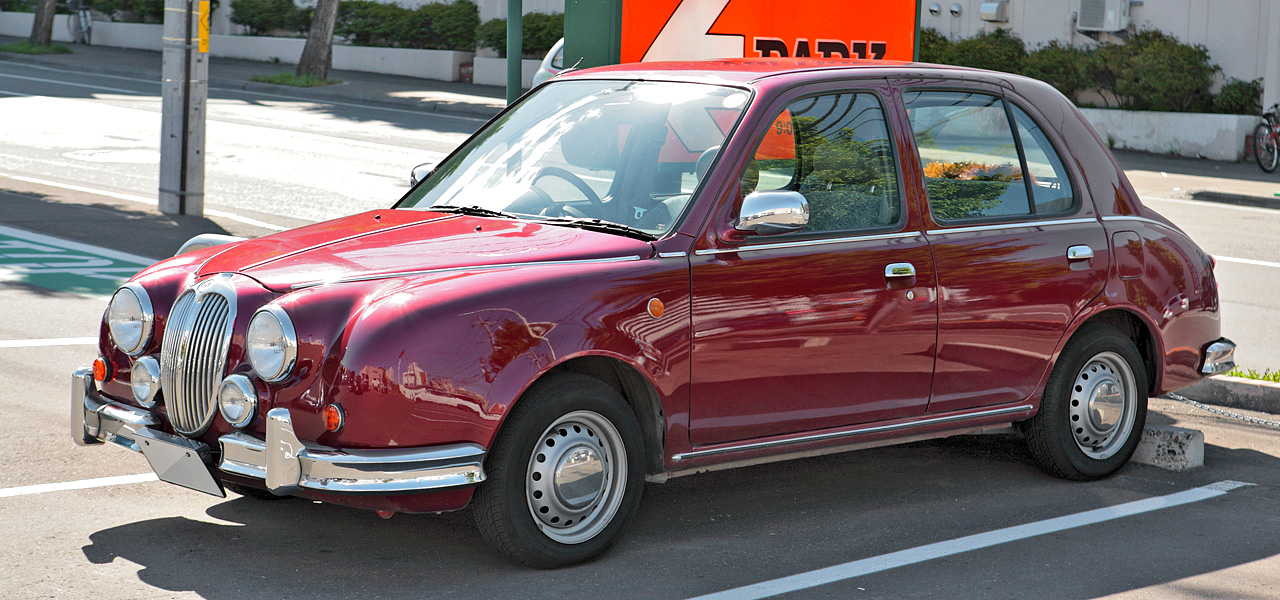
Mitsuoka Viewt, seit 1993

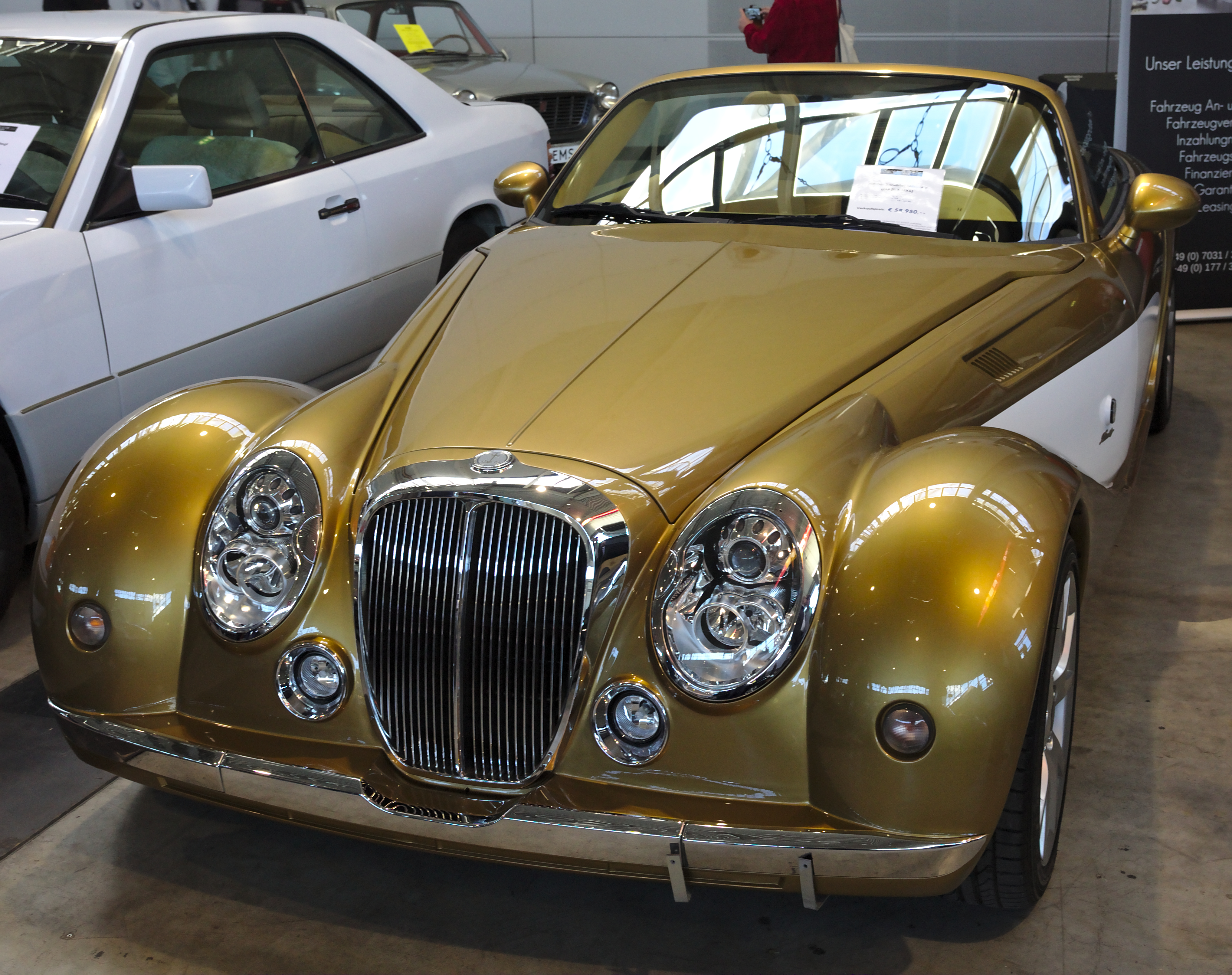
Mitsuoka Himiko Roadster, seit 2008

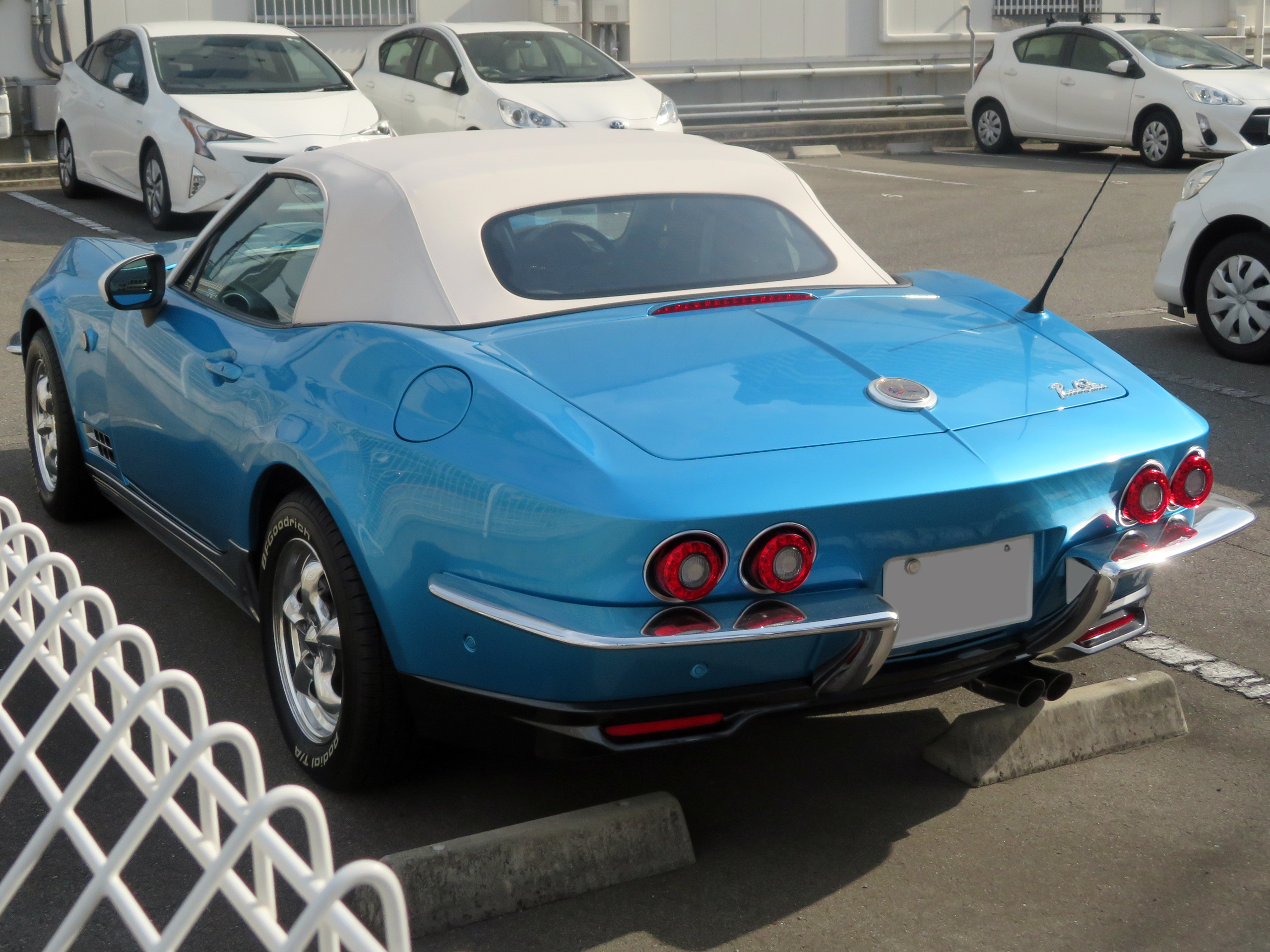
Mitsuoka Rock Star, 2018–2021

Die K.K. Mitsuoka Jidōsha (jap. 株式会社光岡自動車 Kabushiki-gaisha Mitsuoka Jidōsha, engl. Mitsuoka Motor Co., Ltd.) in Toyama ist ein kleiner japanischer Hersteller von Boutique-Autos, der seinen Fahrzeugen überwiegend einen Retro-Stil mit klassisch-britischem Aussehen verleiht. Sie basieren auf Großserientechnik japanischer Hersteller. Außerdem werden Bausätze angeboten. Gegründet wurde die Firma 1979 von Akio Mitsuoka. 2001 übernahm der Sohn die Geschäfte. Die Firmengruppe beschäftigt 540 Mitarbeiter.
Das Produktionsvolumen liegt bei etwa 1000 Autos pro Jahr. Neben noblen Retro-Limousinen finden sich im Sortiment traditionelle Taxis und Micro Cars (MC). Außerdem werden Bausätze angeboten. An die bereits eingestellten Rennwagenmodelle Zero 1 und Classic Type F knüpft der Orochi an (benannt nach der Yamata no Orochi). Zum 50. Firmenjubiläum 2018 entstanden 200 Fahrzeuge des Rock Star, der äußerlich der Corvette C2 ähnlich ist.
Die Fahrzeuge werden in Japan, Singapur, Großbritannien und den USA verkauft.

## Aktuelle Modelle
- Buddy (2020-aktuell)[11]
- Classic Type F (1987 erste Generation,[12] 1996-aktuell[13])
- Himiko (2008-aktuell)[14]
- K-1 (2002-aktuell)
- K-4 (Bausatz eines Kleinwagens im Stil historischer Rennwagen, 2006-aktuell)[3]
- M55 (2025-aktuell)[15]
- ME-I (1996-aktuell)
- ME-II (1996-aktuell)
- Ryugi (2014-aktuell)[16]
- TX-2 (2003-aktuell)
- Viewt (1993-aktuell, bis 2005 etwa 10.000 Fahrzeuge hergestellt)[17][1][4][18]

## Frühere Modelle
- Bubu Shuttle-50 (1982)[2]
- BUBU SSK (Replika, 1985–1987)[4]
- BUBU356 Speedster (Replika[4], 1989–1993)[19]
- BUBU501 (1982–1985)[19]
- BUBU502 (1982–   )[2]
- BUBU503 (1982–1987)
- BUBU504 (1982–1987)
- BUBU505-C (1982–1985)[19]
- Galue (1996–2020)[3]
- Galue Cabriolet (2007–2016)
- Le-Seyde (500 Stück[2], optisch angelehnt an den Mercedes Typ S, 1928–1933, Basis Nissan Silvia S-13, 1990–1991; Basis Nissan Silvia S-13, 2000–2001)[20]
- MC-1 (Länge etwa 1,76 m, 1998–2007)[7]
- MC-1 EV
- MC-1T
- Nouera (2005[17]–2012)
- Orochi (2006–2014)[4]
- Ray (1996–2004)
- Rock Star (2018[9]–2021, 200 Fahrzeuge[10])
- Ryoga (1998–2004)[19]
- TX-I (2000[6]–2003)
- Yuga (Nissan-Technik 2000[21]–2001)
- Zero 1 (Roadster ähnlich dem Lotus Seven,[19] 1994–2000)[8]